# Silbermond
Silbermond, la cui traduzione in Italiano è Luna Argentata, è un gruppo pop/rock tedesco di Bautzen, città della Sassonia, nella Germania orientale. La band si definisce di genere rock, anche se molte delle canzoni più famose sono ballate pop.
I Silbermond sono spesso citati tra i gruppi della cosiddetta Neue Deutsche Welle, una generazione di giovani gruppi spesso di genere pop/rock che canta in tedesco; ne fanno parte Juli, Wir sind Helden e Mia.

## Storia del gruppo
I membri del gruppo Silbermond si sono conosciuti nel 1998 in occasione di un progetto giovanile chiamato TEN SING. Solo due anni dopo decisero di fondare la band JAST (dalle iniziali dei componenti del gruppo). Il repertorio della band era composto da cover e da alcune canzoni in inglese. Con questi brani parteciparono a tre concorsi musicali, arrivando primi nel concorso BEAT 2000 e secondi al contest Soundcheck del giugno 2001, come band composta da studenti in Sassonia. Nell'agosto dello stesso anno vinsero con il Music Act il Musikfoerderpreis Mitteldeutschlands. Il gruppo decise poi di abbandonare i testi in inglese e cantare in lingua madre.
Nell'autunno 2001 iniziarono a scrivere le prime canzoni in tedesco. Nel 2003 si sono classificati terzi nel Newcomer-Award di Lucky Star.
Per aumentare le chance di successo la band si trasferì poi a Berlino. Dalla fine del 2004 la band è stata quasi ininterrottamente in tournée; nell'aprile 2005 ha pubblicato il primo DVD live Verschwende deine Zeit - LIVE. Da Verschwende deine Zeit non è stato pubblicato nessun altro singolo oltre a Zeit für Optimisten, del Marzo 2005. Il 2 luglio 2005 hanno partecipato al Live 8 a Berlino.
Il 29 marzo 2009 è uscito il terzo album, Nichts passiert, raggiungendo il vertice delle classifiche tedesche di vendita.

## Formazione
- Stefanie Kloß - voce
- Thomas Stolle - chitarra
- Johannes Stolle - basso
- Andreas Nowak - batteria

## Discografia

### Album
- Verschwende deine Zeit (2004)
- Laut gedacht (2006)
- Nichts passiert (2009)
- Himmel auf (2012)
- Leichtes Gepäck (2015)
- Schritte (2019)

### Singoli
- Mach’s Dir selbst (2004)
- Durch Die Nacht (2004)
- Symphonie (2004)
- Zeit für Optimisten (2005)
- Unendlich (2006)
- Meer sein (2006)
- Das Beste (2006)
- Das Ende vom Kreis (2007)
- Irgendwas bleibt (2009)
- Ich bereue nichts (2009)
- Krieger des Lichts (2009)

### DVD
- Verschwende deine Zeit LIVE (2005)
- Live in Kamenz (2005)
- Laut gedacht LIVE (2007)

## Riconoscimenti
- BEAT 2000: Primo classificato
- Music Act 2001: Primo classificato
- Soundcheck 2001: Secondo classificato
- Lucky Star 2003: Secondo classificato
- New Faces Award 2004: Primo classificato
- Eins-Live-Krone 2004 nella categoria „National Act“
- Echo 2005 nella categoria „Newcomer des Jahres national“
- Bravo Otto 2005 nella categoria „Superband“
- Comet 2005 nella categoria „Bester Live Act“
- Eins-Live-Krone 2005 nella categoria „Beste Band“
- Fred-Jay Preis 2006